# Acropimpla medioflava
Acropimpla medioflava är en stekelart som beskrevs av Baltazar 1961. Acropimpla medioflava ingår i släktet Acropimpla och familjen brokparasitsteklar. Inga underarter finns listade i Catalogue of Life.